# Naissance en 1241
Naissance
- 1237
- 1238
- 1239
- 1240
- 1241
- 1242
- 1243
- 1244
- 1245

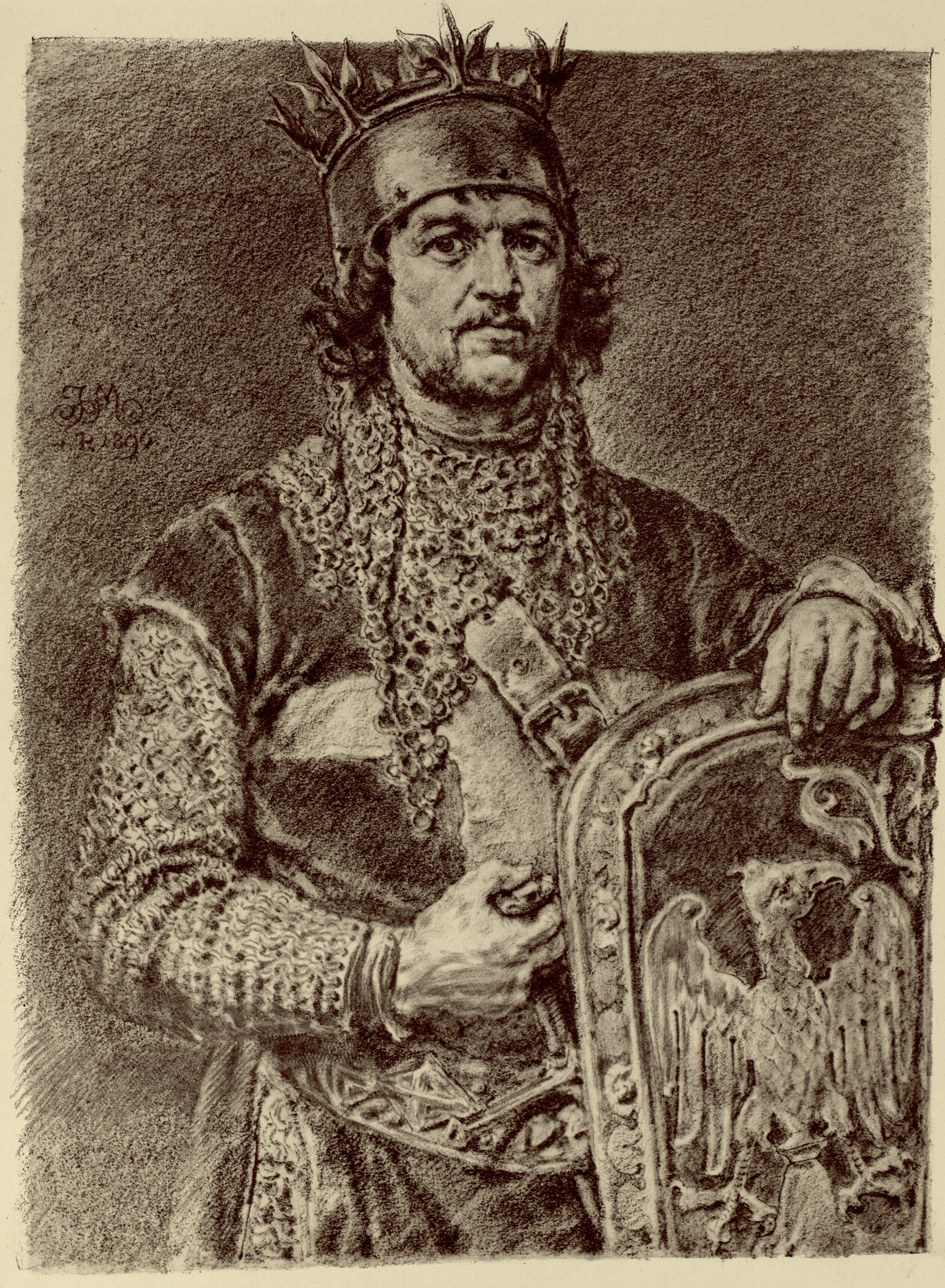
Lech II le Noir, né vers 1241.

Cette page dresse une liste de personnalités nées au cours de l'année 1241 :
- 4 septembre : Alexandre III, roi d'Écosse issu de la maison de Dunkeld.

- Asukai Gayu, noble et poète japonais qui  occupe une haute position au sein du shogunat (幕府, bakufu?).
- Augustin d'Ancône, théologien.
- Éléonore de Castille, comtesse de Ponthieu, première épouse du roi Édouard Ier, reine consort d'Angleterre.
- Milon de Bazoches, évêque de Soissons.
- Grégoire II de Chypre, patriarche de Constantinople.
- Isabelle d'Ibelin, reine de Chypre et de Jérusalem.
- Robert IV de Dreux, comte de Dreux et de Braine.
- Hōjō Shigetoki, septième rensho (assistant du shikken).
- Sophie de Danemark, reine de Suède et de Finlande, épouse du roi Valdemar Ier de Suède.
- Trần Quang Khải, général et poète du Vietnam.
- Vassili Ier de Vladimir, grand-prince de Vladimir.

date incertaine (vers 1241)
- Lech II le Noir, duc de Sieradz, de Łęczyca, d’Inowrocław, de Cracovie et de Sandomierz.

## Crédit d'auteurs
- Cet article est partiellement ou en totalité issu de l'article intitulé « 1241 » (voir la liste des auteurs).